# Звонимирово
Звонимирово (Ново Обилићево до 1991) је насељено мјесто у општини Сухопоље, у Славонији, у Вировитичко-подравској жупанији, Република Хрватска.

## Географија
Звонимирово се налази око 6 км сјевероисточно од Сухопоља.

## Историја
До територијалне реорганизације у Хрватској насеље се налазило у саставу бивше општине Вировитица.

## Други светски рат
Из Вировитичког среза протерано је такође велики број Срба: из села Мајковца (Мајковац Подравски 2001. године припојено насељу Жлебина) сви Срби којих је било 1.200, из Новог Обилићева (од 1991. Звонимирово) 86 породица итд.

## Становништво
Звонимирово је према попису из 2011. године имало 112 становника.
| Националност       | 1991. | 1981. | 1971. | 1961. |
| Срби               | 154   | 163   | 238   | 309   |
| Хрвати             | 6     | 3     | 6     | 18    |
| Југословени        | 5     | 27    | 1     |       |
| остали и непознато | 7     | 6     | 10    | 10    |
| Укупно             | 172   | 199   | 255   | 337   |

| Демографија Ново Обилићево Ново Обилићево Ново Обилићево Ново Обилићево | Демографија Ново Обилићево Ново Обилићево Ново Обилићево Ново Обилићево | Демографија Ново Обилићево Ново Обилићево Ново Обилићево Ново Обилићево |
| Година                                                                  | Становника                                                              | Становника                                                              |
| ----------------------------------------------------------------------- | ----------------------------------------------------------------------- | ----------------------------------------------------------------------- |
| 1961.                                                                   | 337                                                                     |                                                                         |
| 1971.                                                                   | 255                                                                     |                                                                         |
| 1981.                                                                   | 199                                                                     |                                                                         |
| 1991.                                                                   | 172                                                                     |                                                                         |
| 2001.                                                                   | 119                                                                     |                                                                         |
| 2011.                                                                   |                                                                         | 112                                                                     |